# Национално знаме на Монголия
Националното знаме на Монголия в сегашния му вид е прието на 12 февруари 1992. То е същото, като това от 1949, но без петолъчната звезда, символ на социализма. Съставено е от три еднакви вертикални сектора – червен, син, червен. В първия червен сектор е националният символ сойомбо – колонообразно подреждане на въображаеми и геометрични изображения на огъня, Слънцето, Луната, Земята, водата и символа ин-ян.

## Галерия с историческите знамена на Монголия
- Знаме на Монголия (1911 – 1919, 1920 – 1921)
- Знаме на Монголия (1911 – 1921) (вариант)
- Знаме на Монголската народна република (1921 – 1924)
- Знаме на Монголската народна република (1924 – 1930)
- Знаме на Монголската народна република (1924 – 1930) (вариант)
- Знаме на Монголската народна република (1930 – 1940)
- Знаме на Монголската народна република (1940 – 1945)
- Знаме на Монголската народна република (1945 – 1992)
- Знаме на Монголия (1992 – 2011)
- Знаме на Монголия (2011-)
- Знаме на Монголския национален олимпийски комитет